# الوصايا (رواية مصرية)
الوصايا رواية للروائي المصري عادل عصمت. صدرت الرواية لأوّل مرة في العام 2018 عن دار الكتب خان للنشر والتوزيع في القاهرة. ودخلت في القائمة النهائية «القصيرة» للجائزة العالمية للرواية العربية لعام 2019، المعروفة باسم «جائزة بوكر العربية».

## حول الرواية
يروي الكاتب المصري «عادل عصمت» في هذه الرواية حكاية عائلة سليم وأجيالها في صعيد مصر بداية من عشرينيات القرن العشرين، مرورًا بحقب الملكية وقيام ثورة يوليو وحكم الرئيس جمال عبد الناصر ورحيله وفي خضمها حدوث النكسة، مرورًا بمجيء الرئيس محمد أنور السادات وحرب أكتوبر. جد العائلة، عبد الرحمن، يخلُف للحفيد عشر وصايا، حيث تظل ماثلةّ أمام ذلك الحفيد طوال عمره.